# Servisch basketbalteam (mannen)
Het Servisch nationaal basketbalteam (Servisch: Кошаркашка репрезентација Србије, Košarkaška reprezentacija Srbije) is een team van basketballers dat Servië vertegenwoordigt in internationale wedstrijden. Volgens de FIBA is het Servisch basketbalteam de opvolger van het Joegoslavisch en Servisch-Montenegrijns basketbalteam.
Servië nam in totaal deel aan zes edities van het Wereldkampioenschap basketbal. Drie keer behaalde het land een medaille, waarvan twee keer de gouden medaille. Dertien keer werd er meegedaan aan Eurobasket. Hierin wist Servië zes keer een medaille te behalen (driemaal goud). Tot slot nam het Servisch nationaal basketbalteam vier keer deel aan de Olympische Zomerspelen, alwaar het twee keer de zilveren medaille wist te winnen.

## Servië tijdens internationale toernooien

### Wereldkampioenschap
- WK basketbal 1998:
- WK basketbal 2002:
- WK basketbal 2006: 11e
- WK basketbal 2010: 4e
- WK basketbal 2014:
- WK basketbal 2019: 5e
- WK basketbal 2023:

### Eurobasket
- Eurobasket 1995:
- Eurobasket 1997:
- Eurobasket 1999:
- Eurobasket 2001:
- Eurobasket 2003: 6e
- Eurobasket 2005: 11e
- Eurobasket 2007: 14e
- Eurobasket 2009:
- Eurobasket 2011: 8e
- Eurobasket 2013: 7e
- Eurobasket 2015: 4e
- Eurobasket 2017:
- Eurobasket 2022: 9e

### Olympische Spelen
- Olympische Spelen 1996:
- Olympische Spelen 2000: 6e
- Olympische Spelen 2004: 11e
- Olympische Spelen 2016:
- Olympische Spelen 2020: niet gekwalificeerd
- Olympische Spelen 2024: